# Шепард, Эштон
Э́штон Дела́йла Ше́пард-Каннинге́м (англ. Ashton Delilah Shepherd-Cunningham; 16 августа 1986, Коффивилл, Алабама, США) — американская певица и автор песен.

## Биография
Эштон Делайла Шепард родилась 16 августа 1986 года в Коффивилле (штат Алабама, США). Эштон любила пение с ранних лет, с 5-летнего возрасте она начала писать песни, а в 8 лет впервые победила на музыкальном конкурсе.

## Карьера
Выступать профессионально Эштон стало в апреле 2007 года после того, как она подписала контракт с «MCA Nashville Records».

## Личная жизнь
С 2007 года Эштон замужем за Роландом Каннингемом. У супругов есть двое детей — сын Джеймс Каннингем (род.2006) и дочь Рэйден Делайла Каннингем (род.09.09.2011).